# Appartements Tayyare

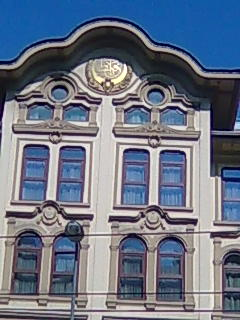
Détail de la façade

Les Appartements Tayyare, (en turc : Tayyare Apartmanları), sont un complexe de quatre bâtiments achevés en 1922 et situés dans la vieille ville d'Istanbul, en Turquie. Les appartements ont été construits à l'origine comme logements sociaux pour les victimes d'un grand incendie, convertis plus tard en locaux hôteliers. Anciennement Ramada Hotel puis Merit Antique Hotel, le complexe est depuis 2008 un hôtel cinq étoiles de la chaîne Crowne Plaza Hotels & Resorts nommé Crowne Plaza Istanbul Old City.

## Histoire
En 1918, un grand incendie a détruit de nombreux bâtiments dans de vastes zones de la vieille ville d'Istanbul, principalement dans les quartiers de Cibali, Altımermer et Fatih . Des plans ont été élaborés pour construire des bâtiments résidentiels au moins pour une partie des victimes d'incendie à faible revenu, qui avaient perdu leur maison . Le célèbre architecte turc Kemaleddin Bey (1870-1927) a été chargé de développer des appartements dans le quartier de Laleli ,.
Le ministère ottoman des Fondations a fait don du terrain vide de Koska Madrasa, qui appartenait au complexe de la mosquée Laleli, et en partie détruit par le tremblement de terre de 1894 à Istanbul, puis incendié en 1911. La construction, financée par des dons volontaires des résidents d'Istanbul, a commencé en 1919 et s'est achevée en 1922 . D'architecture néoclassique turque, la structure basse se compose d'un rez-de-chaussée, d'une mezzanine et de deux étages surmontés d'un toit terrasse. Le complexe se compose de quatre bâtiments symétriques de taille égale séparés par des atriums, tous formant un bloc. Les appartements Tayyare ont été les premiers bâtiments modernes construits en béton armé et le premier projet de logement public dans la vieille ville fortifiée d'Istanbul. Il y avait un total de 124 appartements avec trois ou cinq pièces et une terrasse couverte, 25 magasins et en plus une laverie à usage commun, ainsi que des caves à charbon pour chaque appartement. Le complexe de bâtiments s'appelait initialement «Harikzedegân Apartmanları», ce qui signifie «Appartements pour les victimes d'incendie». L'achèvement du complexe a coïncidé avec la fin de l'Empire ottoman et les locataires désignés n'ont pu emménager. Après le transfert des appartements à l'Association aéronautique turque (en ancien turc : Türk Tayyare Cemiyeti, en turc : Türk Hava Kurumu) dans la République nouvellement fondée, ils ont été rebaptisés «Tayyare Apartmanları», ce qui signifie «Appartements d'avion». Les appartements ont été utilisés à des fins uniquement résidentielles jusqu'en 1985 ,,,,.
Les appartements Tayyare sont situés entre la place Beyazıt et Aksaray à côté de la mosquée Laleli du XVIIIe siècle.

## Réaménagement en hôtel
En 1985, le complexe historique a été loué à la société Göksel Marine pour une durée de vingt ans pour être transformé en hôtel trois étoiles. Cependant, le locataire n'avait pas les ressources financières nécessaires et a formé un partenariat avec la société de tourisme Net Holding. Après avoir dépensé 27 millions de dollars US, Net Holding a réaménagé les Appartements Tayyare  pour les transformer en un hôtel cinq étoiles. Le projet a été dirigé par l'architecte Erdem Ertunga. La société a exploité les locaux à l'origine sous le nom de «Ramada Hotel» et plus tard sous le nom de «Merit Antique Hotel» ,,,.
En novembre 2005, l'entreprise textile Naz Giyim est devenue le nouveau locataire moyennant un paiement annuel de 3 millions de dollars américains pour une période de location de vingt ans ,,.

## Crowne Plaza Istanbul Old City
Naz Textile a signé un accord avec la chaîne Crowne Plaza pour renommer l'hôtel et a commencé par des travaux de rénovation. Il était prévu d'ouvrir l'hôtel fin 2006 . Pendant ce temps, la société a construit un nouvel hôtel de la chaîne Crowne Plaza dans le quartier historique de Sultanahmet, et a transféré les droits de crédit-bail sur les Appartements Tayyare à la société Dorak Tour pour 25 millions de dollars ,.
Le 26 mai 2008, après être resté vacant près de trois ans pour rénovation, le complexe a ouvert ses portes dans trois des quatre bâtiments, rebaptisés Crowne Plaza Hotel Istanbul Old City ,,. D'une superficie totale de 25 000 mètres carrés, l'hôtel se compose de 265 chambres de luxe, un salon VIP, de salles de meetings, trois salles de réunion, des salons atrium pour 70-150 personnes, deux restaurants de cuisine turque et internationale et un club de mise en forme.
L'hôtel est accessible à pied de sites historiques comme le Grand Bazar, le palais de Topkapi, la Mosquée Bleue et de nombreuses autres attractions touristiques de la vieille ville. La distance jusqu'à la place Taksim est de 5 km et jusqu'à l'aéroport international Atatürk de 13 km .

## Galerie d'images

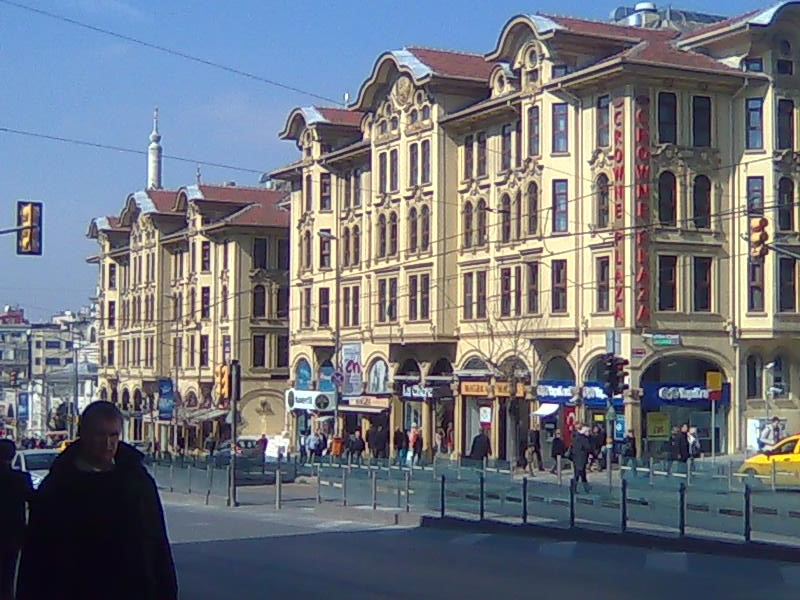
Appartements Tayyare vus de l'Est
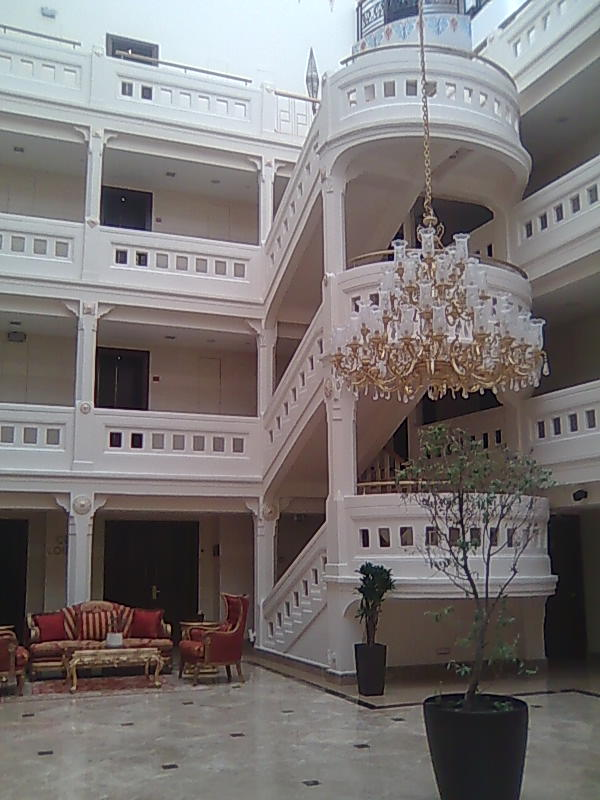
Vue intérieure de l'escalier et des balcons
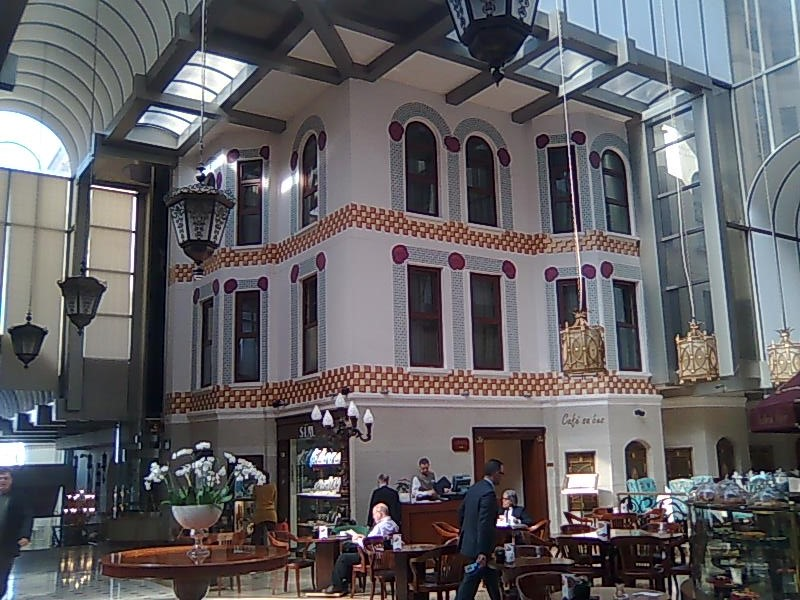
Café Atrium du Crowne Plaza Hotel Istanbul Old City (Tayyare Apartments)